# Nevada
Nevada (wymowa ang.: /nəˈvædə/ⓘ) – stan w zachodniej części Stanów Zjednoczonych, siódmy pod względem powierzchni (268 380 km²) i jeden z najrzadziej zaludnionych (w 2017 roku 2 998 039 mieszkańców). Stan cechuje się górzystym krajobrazem, przeważa tu klimat pustynno-stepowy. Większość ludności stanu mieszka w aglomeracji Las Vegas, jedna piąta w samym mieście Las Vegas. Stolicą stanu jest Carson City.

## Geografia
Nazwa pochodzi z języka hiszpańskiego i znaczy tyle co „śnieżysta”.
Nevada graniczy z Oregonem i Idaho na północy, Utah na wschodzie, Arizoną na południowym wschodzie oraz Kalifornią na zachodzie i południowym zachodzie. Znajdują się tutaj rozległe pustynie, których ogromna większość stanowi własność rządu federalnego. ok. 1000 kraterów po próbnych wybuchach atomowych (m.in. Poligon Nevada). Stan poprzecinany jest przez łańcuchy górskie, m.in. Sierra Nevada. Porastają je bujne lasy, w przeciwieństwie do otaczających je pustyń. Najwyższy szczyt, Boundary Peak liczy 4007 m n.p.m. Doliny często poniżej 900 m n.p.m.
Znaczną część północnego obszaru stanowi pustynia Wielkiej Kotliny. Latem panują wysokie temperatury, a monsuny znad Zatoki Meksykańskiej docierające poprzez Arizonę powodują burze. Zimą dominuje cyrkulacja zachodnia a dzięki sztormom na Pacyfiku, przynoszącym wilgoć może padać śnieg.
Rzeka Humboldt przecina Nevadę ze wschodu na zachód w północnej części. Wśród rzek osuszających góry Sierra Nevada należy wymienić Walker, Truckee i Carson.
Główne jeziora – Tahoe, Mead, Pyramid.
Wschodnia część stanu otrzymuje więcej wilgoci latem, dlatego znajduje się tam więcej zieleni.
Na południu, znajduje się Las Vegas w granicach pustyni Mojave.
Niektórzy mieszkańcy miasta Wendover w Utah postulują przyłączenie do Nevady. Wymagałoby to zgody obu rządów stanowych i Kongresu Stanów Zjednoczonych.

### Parki narodowe
Na terenie stanu znajdują się dwa parki narodowe:
- Park Narodowy Doliny Śmierci
- Park Narodowy Wielkiej Kotliny blisko Baker

Ponadto pod opieką federalną (National Park Service) znajdują się:
- California National Historic Trail(inne języki)
- Lake Mead National Recreation Area(inne języki)
- Old Spanish National Historic Trail(inne języki)
- Pony Express National Historic Trail
- Ash Meadows National Wildlife Refuge(inne języki)
- Bootleg Canyon Mountain Bike Park(inne języki)
- Humboldt-Toiyabe National Forest(inne języki)
- Mount Charleston
- Mount Charleston Wilderness(inne języki)
- Spring Mountains(inne języki)
- Lake Mead National Recreation Area(inne języki)

### Miasta

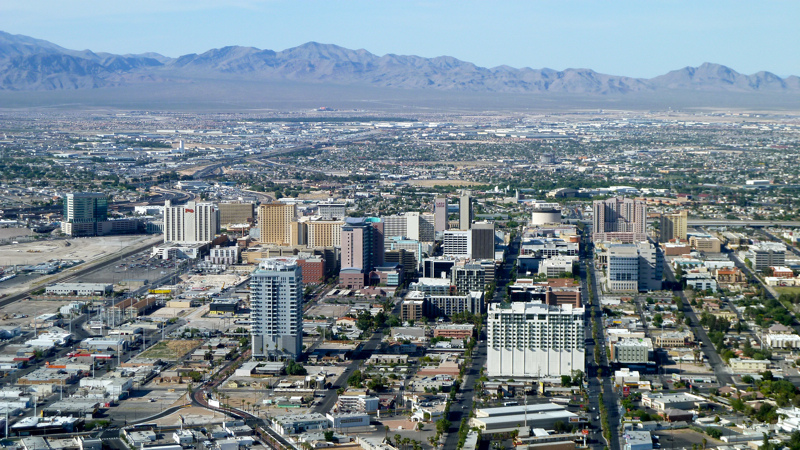
Widok na Las Vegas

Na terenie stanu Nevada znajduje się 19 miast (city), w tym pięć o liczbie ludności przekraczającej 100 000, a dziesięć powyżej 10 000 mieszkańców (2021 r.). Lista:

- Las Vegas (646 790)
- Henderson (322 178)
- North Las Vegas (274 133)
- Reno (268 851)
- Sparks (109 796)
- Carson City (58 993)
- Fernley (23 511)
- Mesquite (21 158)
- Elko (20 613)
- Boulder City (14 879)
- Fallon (9325)
- Winnemucca (8603)
- West Wendover (4492)
- Ely (4002)
- Yerington (3163)
- Carlin (2053)
- Lovelock (1854)
- Wells (1243)
- Caliente (976)

## Historia
Pierwotnie zamieszkana przez Indian.
W 2. poł. XVIII w. dotarli tu misjonarze hiszpańscy (m.in. Eusebio Kino) z Nowego Meksyku. W 1. poł. XIX w. należała do Meksyku. W 1848 roku w wyniku wojny amerykańsko-meksykańskiej zajęta przez Stany Zjednoczone. Po nieudanych próbach utworzenia przez Mormonów w 1849 roku Stanu Deseret, 14 sierpnia 1850 roku Kongres Stanów Zjednoczonych postanowił o utworzeniu Terytorium Utah, z którego 2 marca 1861 roku wyodrębniono Terytorium Nevady. W 1859 roku odkryto złoża złota i srebra w Comstock Lode i zbudowano Virginia City. Spowodowało to napływ górników. Eksploatacja złóż trwała do 1930 r. Pomimo niewielkiej liczby ludności, Abraham Lincoln postanowił utworzyć nowy stan. Abolicjonistyczne poglądy mieszkańców i zapotrzebowanie Unii na srebro dały 31 października 1864 roku trzydziesty szósty stan Stanów Zjednoczonych.
Obecne granice ukształtowały się 5 maja 1866 roku, gdy zdecydowano o przyłączeniu hrabstwa Pah-Ute z Terytorium Arizony. Postanowiono tak ze względu na odkrycie złota. Większość tego obszaru zajmuje obecnie hrabstwo Clark.
Nevada była jedynym stanem, którego sens istnienia kwestionował Kongres Stanów Zjednoczonych. W 1900 roku wybuchły strajki w miastach Tonopah Goldfield i Rhyolite. Trwały aż do 1910 roku i ocaliły status stanu.
87% powierzchni Nevady stanowi własność rządu federalnego. Przyczyniły się do tego rozległe pustynie, nienadające się do zagospodarowania rolniczego, ubogie ilości wody i ogromny obszar o gęstości zaludnienia poniżej jednej osoby na km². Sporadycznie – sztucznie nawadniane pola. Większość gospodarstw jest typu ranczo.
Hazard od początku był ulubioną rozrywką górników. W 1909 roku został zakazany z inicjatywy grup społecznych uważających go za plagę jak alkoholizm. W związku z bessą przemysłu wydobywczego i Wielkim Kryzysem, 19 marca 1931 roku, Senat Stanowy zalegalizował go ponownie. Planowano to jako tymczasowe rozwiązanie, do czasu poprawy sytuacji ekonomicznej. Ostatecznie nigdy nie rozpatrywano już wniosku o delegalizację.
W 1931 roku rozpoczęto budowę zapory Hoovera. Z całego kraju przyjechało tysiące robotników. Dostarczenie im środków potrzebnych do życia i rozrywek dało pracę jeszcze większej rzeszy ludzi. Przez następne 75 lat, hrabstwo Clark zrównało się z Reno pod względem liczby ludności i potencjału gospodarczego.
W 1957 roku w hrabstwie Lincoln została założona Strefa 51.

## Demografia

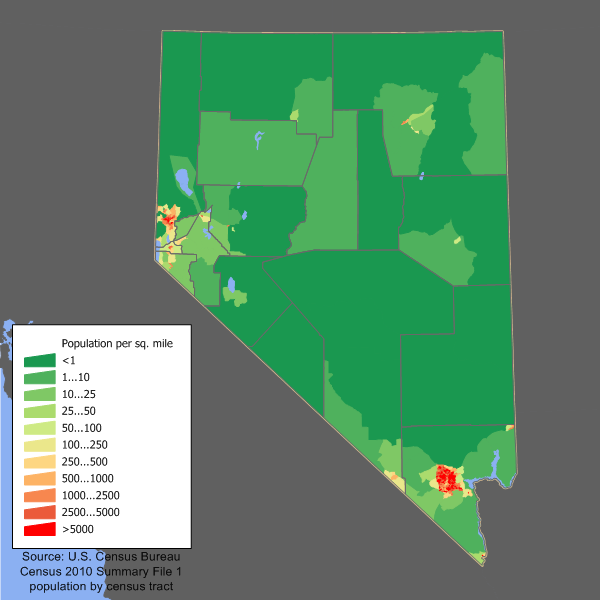
Około 87% powierzchni Nevady stanowi własność rządu federalnego. Rozległa pustynia służyła do testowania broni atomowej (m.in. Poligon Nevada)

Spis ludności z roku 2010 stwierdza, że stan Nevada liczy 2 700 551 mieszkańców, co oznacza wzrost o 702 294 (35,1%) w porównaniu z poprzednim spisem z roku 2000. Dzieci poniżej piątego roku życia stanowią 6,2% populacji, 22,9% mieszkańców nie ukończyło jeszcze osiemnastego roku życia, a 15,3% to osoby mające 65 i więcej lat. 49,8% ludności stanu stanowią kobiety.
Według danych z 2018 roku Nevada razem z Idaho mają największy przyrost naturalny (2,1%) wśród stanów USA.

### Język
Najpowszechniej używanymi językami są:
- język angielski – 71,79%,
- język hiszpański – 19,64%,
- język tagalog – 2,55%,
- język chiński – 0,65%.

### Rasy i pochodzenie
Według spisu z 2010 roku, 74,6% mieszkańców stanowiła ludność biała (49,1% nie licząc Latynosów), 9,8% to Afroamerykanie, 8,8% to Azjaci, 4,3% miało rasę mieszaną, 1,7% to rdzenna ludność Ameryki, 0,8% to Hawajczycy i mieszkańcy innych wysp Pacyfiku. Latynosi stanowią 28,8% ludności stanu.
Największe grupy stanowią osoby pochodzenia meksykańskiego (21,4%), niemieckiego (11,0%), irlandzkiego (8,3%), angielskiego (6,8%) i włoskiego (5,5%). Obecne są także duże grupy (ponad 30 tys.) osób pochodzenia filipińskiego, „amerykańskiego”, szkockiego, francuskiego, polskiego (59,3 tys.), norweskiego, szwedzkiego, chińskiego i afrykańskiego.

### Religie
Dane z 2014 r.:
- protestanci – 35%:
  - baptyści – 10%,
  - bezdenominacyjni – 7%,
  - zielonoświątkowcy – 7%,
  - pozostali – 11% (głównie: luteranie, campbellici, metodyści, uświęceniowcy, kalwini, adwentyści dnia siódmego i anglikanie),
- brak religii – 28% (w tym: 5% agnostycy i 5% ateiści),
- katolicy – 25%,
- mormoni – 4%,
- New Age – 2%,
- pozostałe religie – 6% (w tym: buddyści, prawosławni, żydzi, świadkowie Jehowy, hinduiści, muzułmanie, bahaiści i unitarianie uniwersaliści[12]).

## Gospodarka
Powierzchnia Nevady jest górzysto-wyżynna, pustynna. Główna rzeka to Kolorado, na której wzniesiono największą zaporę i elektrownię wodną – Hoover Dam. Gospodarka oparta na złożach rud miedzi, manganu, rtęci, srebra i złota. Rozwinięte hutnictwo metali nieżelaznych. Hodowla bydła, owiec. Na terenach sztucznie nawadnianych uprawia się bawełnę, pszenicę, kukurydzę i warzywa. Największe znaczenie w gospodarce stanu ma turystyka. Wokół Las Vegas i Reno powstały centra rozrywki z luksusowymi hotelami, nocnymi klubami i kasynami gry.
W roku 2003, PKB stanu wyniosło 88 miliardów dolarów. Rok później wydobyto 6,8 miliona uncji złota o wartości 2,84 miliarda dolarów, co stanowiło 8,7% światowej produkcji. Srebra wydobyto 10,3 miliona uncji o wartości 69 milionów $.
1 stycznia 2006 roku oszacowano liczbę bydła na 500 000 krów i 70 000 owiec.
Nevada jest jednym z kilku stanów bez stanowego podatku od dochodów osobistych. Opcje podatkowe są w kompetencjach władz hrabstw.

## Transport
W pobliżu Las Vegas przechodzi autostrada międzystanowa nr 15. Przez północny obszar stanu przechodzi autostrada międzystanowa nr 80, rozpoczynający się w Utah do Reno i Kalifornii. Inne federalne drogi to: US-6, US-50, US-93, US-95, US-395 i najsłynniejsza na świecie Autostrada UFO.
Przez pustynie przejeżdżają ciężarówki porównywalne z australijskimi pociągami drogowymi. Linie kolejowe Union Pacific Railroad łączą miasta od Chicago w stanie Illinois do Emeryville i Los Angeles w Kalifornii, przechodząc po drodze przez miasta Elko, Winnemucca, Sparks i Reno.
Z lotnisk należy wymienić McCarran International Airport w Las Vegas – jedno z najbardziej zatłoczonych lotnisk w Stanach Zjednoczonych. Innym uczęszczanym portem jest Reno/Tahoe International Airport. Także w mieście Elko odbywają się regularne, komercyjne loty.
Linie autobusowe z miast Sparks i Reno do Carson City. Niektóre hrabstwa nie mają w ogóle publicznego transportu (np. Eureka).

## Władze i prawo
Obecnie urząd gubernatora piastuje Joe Lombardo z Partii Republikańskiej. W Senacie Stanów Zjednoczonych Nevadę reprezentują Jacky Rosen (Demokratka) i Catherine Cortez Masto (Demokratka).

### Legislatura
Składa się ze Stanowego Senatu i Stanowego Zgromadzenia. Członkowie Senatu wybierani są na czteroletnią kadencję, a Zgromadzenia – dwuletnią. Oba ciała ustawodawcze spotykają się co cztery miesiące, chyba że gubernator zwoła sesję specjalną. Aktualnie Senat kontrolowany jest przez Partię Republikańską, a Zgromadzenie przez Partię Demokratyczną.

### Sądownictwo
Nevada jest jednym z kilku stanów bez pośrednich sądów apelacyjnych. Tego typu wnioski rozpatruje Sąd Najwyższy Nevady. Najniższą instytucję stanowią sądy dzielnicowe, następnie miejskie.

### Liberalizm
Niektóre z zamieszczonych tu informacji wymagają weryfikacji.
Dokładniejsze informacje o tym, co należy poprawić, być może znajdują się w dyskusji tej sekcji.
 Po wyeliminowaniu niedoskonałości należy usunąć szablon {{Dopracować}} z tej sekcji.
W roku 1900 populacja spadała w związku z kryzysem na rynku srebra. Wyjściem z tej sytuacji była liberalizacja prawa, w którym legalne było wiele rzeczy nielegalnych w sąsiedniej Kalifornii. Nevada jest jednym z najbardziej liberalnych stanów. Nevada ma jedno z najbardziej liberalnych praw dotyczących posiadania broni palnej, legalne są w niej narkotyki, hazard i prostytucja (jest to jedyny stan w którym legalne jest to ostatnie). Prawo rozwodowe także jest najbardziej liberalne w całych Stanach Zjednoczonych. Nevada jest jedynym stanem, który przewiduje różny minimalny wiek legalnej inicjacji seksualnej do różnych praktyk seksualnych. Osoba dorosła może z osobą, która ukończyła 16 rok życia odbyć stosunek zwykły, oralny i analny. Z drugiej strony, nielegalne jest namawianie, uwodzenie, angażowanie do haniebnej zbrodni przeciw naturze osób poniżej 16 lat.
Ustawodawstwo Nevady jest korzystne dla przedsiębiorców, stąd wielu biznesmenów przenosi tu swoje przedsiębiorstwa.

## Uczelnie
- Sierra Nevada University(inne języki)
- Nevada System of Higher Education(inne języki)
  - University of Nevada, Las Vegas(inne języki) (UNLV)
  - University of Nevada, Reno(inne języki) (UNR)
  - Nevada State College(inne języki) (Henderson)
  - College of Southern Nevada(inne języki) (CSN)
  - Great Basin College(inne języki)
  - Truckee Meadows Community College(inne języki)
  - Western Nevada Community College(inne języki)
- Touro University(inne języki)